# Alex Peroni
Alexander 'Alex' Peroni (Hobart, 27 novembre 1999) è un pilota automobilistico australiano, campione Challenge Monoplace V de V nel 2016. Attualmente impegnato nelle corse d'endurance con la Mercedes-AMG GT3 Evo.

## Carriera

### Inizi in monoposto

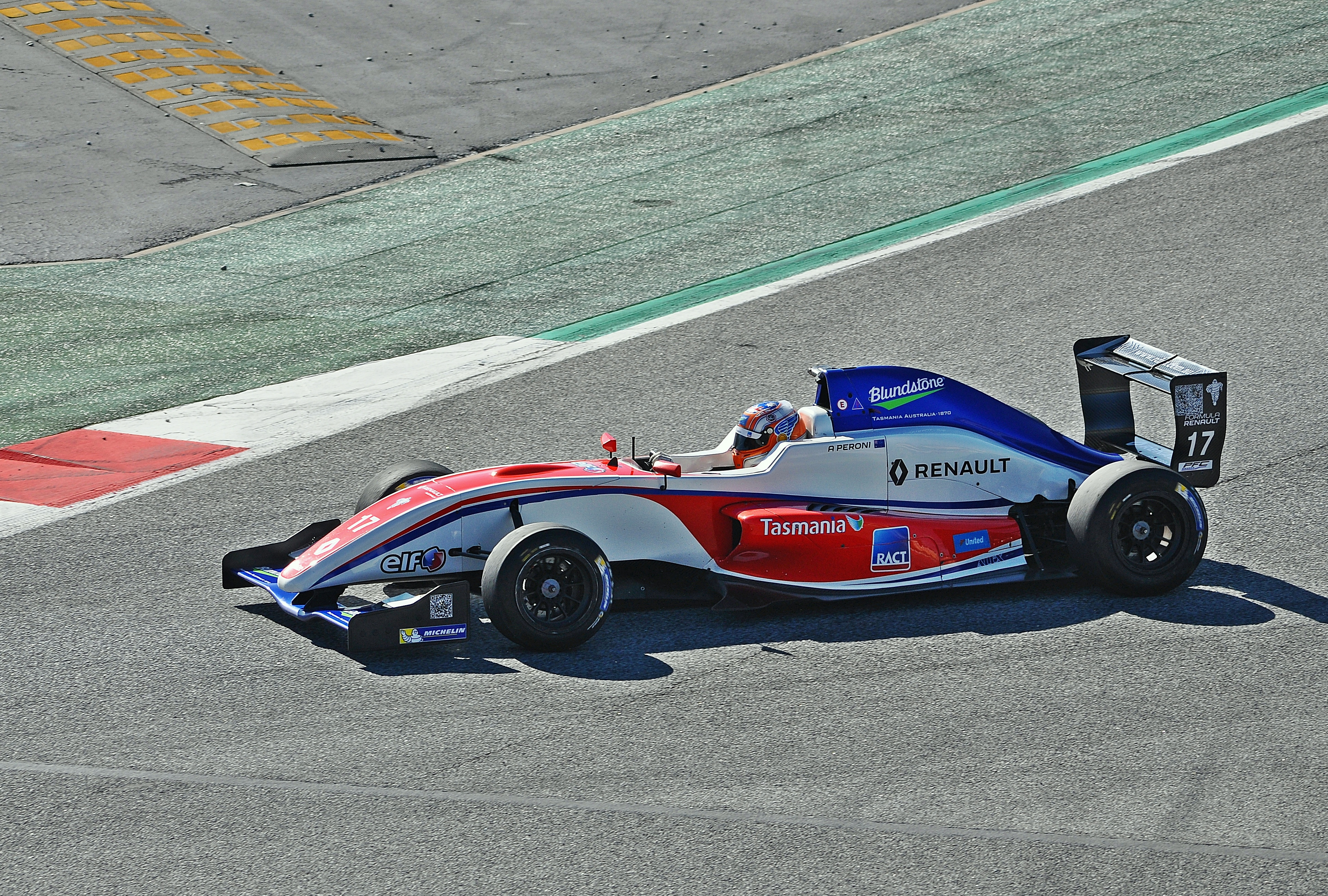
Alex Peroni in Formula Renault Eurocup

Nel 2015 ha partecipato al Campionato italiano di Formula 4 con il Torino Squadra Corse, chiudendo quattordicesimo assoluto con due podi a Imola e Misano.
Nel 2016, Peroni ha continuato la sua collaborazione con TS Corse, in competizione con i macchinari di Formula Renault 2.0 nel V de V Challenge Monoplace. Ha dominato la stagione e ha vinto 14 gare su 21 per conquistare il titolo.
Nel 2017, Peroni è passato alla Formula Renault Eurocup con il team Fortec Motorsports, dove conquista una vittoria sul Circuito di Pau concludendo al decimo posto in classifica.
L'anno seguente si è trasferito alla MP Motorsport per competere nuovamente nella Formula Renault Eurocup, dove ha concluso al 9º posto in campionato, vincendo la prestigiosa gara sul Circuito di Monaco.

### Formula 3

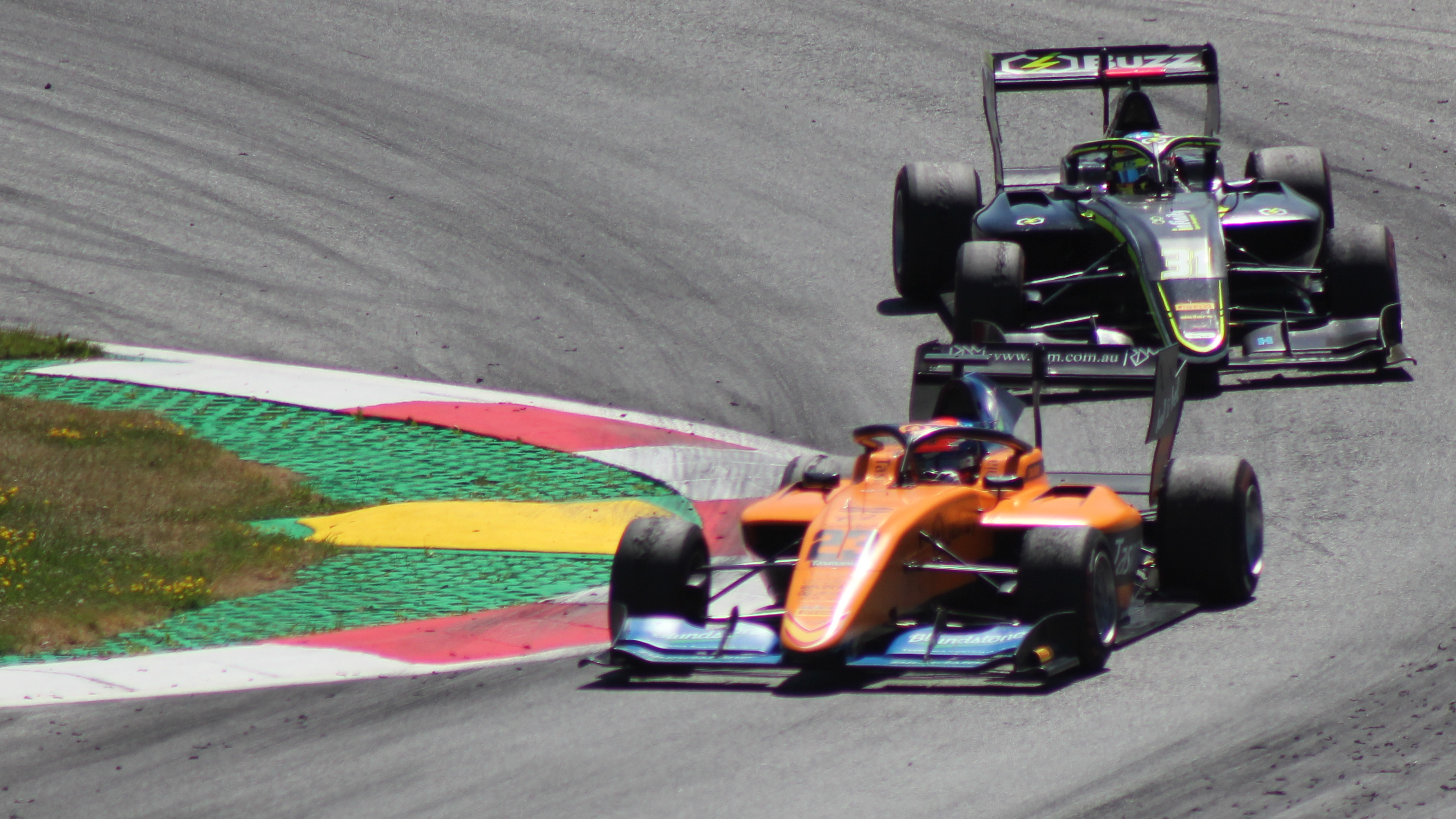
Alex Peroni davanti al futuro pilota di Formula 1, Logan Sargeant

Per il 2019, si è trasferito al Campionato FIA di Formula 3 con il team Campos. Al penultimo appuntamento della stagione, sull'Autodromo nazionale di Monza, è protagonista di un violento incidente: la sua vettura decolla su un dissuasore posto nella via di fuga della curva parabolica e atterra nelle barriere. Peroni riporta la frattura di una vertebra e deve saltare l'ultima gara del campionato.
Nel 2020 viene confermato per un'altra stagione dalla Campos. Nella prima gara del campionato, sul Red Bull Ring conquista il suo primo podio nella categoria, Peroni si ripete arrivando ancora terzo nella sprint race sul Circuito di Silverstone e secondo nella sprint race sul Circuito di Catalogna. Conclude il campionato con il decimo posto in classifica finale.

### Indy Lights
Nel 2021 Peroni viene ingaggiato dalla Carlin per il campionato Indy Lights serie propedeutica della IndyCar. Nella seconda gara del Indianapolis Grand Prix Peroni conquista il suo primo podio nella categoria. Nel settembre del 2021 Peroni ha annunciato che termina la stagione in anticipo, saltando gli ultimi tre round, tornando in Europa per cercare altre opportunità. Nel 2022 oltre agli impegni nell'ELMS, Peroni prende parte a tre corse della  Euroformula Open con il team Drivex.

### Endurance
Nel novembre del 2021 sul circuito del Bahrein Peroni insieme a Robert Kubica e Oliver Goethe partecipano ai test post-stagionali al volante della Ferrari 488 GTE Evo del team Iron Lynx. Nel gennaio del 2022 viene ufficializzato ingaggio di Peroni dal team G-Drive Racing per correre nella European Le Mans Series. A causa delle sanzioni contro la Russia, il team Algarve Pro Racing subentra al G-Drive confermando l'australiano. Nella classe LMP2 PRO\AM ottiene tre podi e chiude sesto in classifica di classe.
Nel 2023 passa al GT World Challenge Europe guidando la Mercedes-AMG GT3 Evo del team GetSpeed Performance, mentre nel 2024 prende parte alla GT World Challenge Australia guidando l''Audi R8 LMS GT3 Evo II. 

## Risultati

### Sommario
| Stagione | Serie                        | Team                 | Gare | Vittorie | Pole | G/Veloce | Podi | Punti | Pos. |
| -------- | ---------------------------- | -------------------- | ---- | -------- | ---- | -------- | ---- | ----- | ---- |
| 2015     | formula 4 italiana           | Torino Squadra Corse | 21   | 0        | 0    | 0        | 2    | 43    | 14º  |
| 2016     | V de V Challenge Monoplace   | TS Corse             | 21   | 14       | 11   | 12       | 19   | 947   | 1º   |
| 2016     | Eurocup Formula Renault 2.0  | TS Corse             | 2    | 0        | 0    | 0        | 0    | 0     | NC†  |
| 2017     | Formula Renault Eurocup      | Fortec Motorsports   | 23   | 1        | 1    | 0        | 1    | 72    | 10º  |
| 2017     | Formula Renault NEC          | Fortec Motorsports   | 3    | 0        | 0    | 0        | 0    | 0     | NC†  |
| 2018     | Formula Renault Eurocup      | MP Motorsport        | 20   | 1        | 1    | 1        | 2    | 89    | 9º   |
| 2018     | Formula Renault NEC          | MP Motorsport        | 2    | 2        | 1    | 1        | 2    | 60    | 7º   |
| 2019     | Formula 3                    | Campos Racing        | 13   | 0        | 0    | 0        | 0    | 5     | 20º  |
| 2020     | Formula 3                    | Campos Racing        | 18   | 0        | 0    | 2        | 3    | 64    | 10º  |
| 2021     | Indy Lights                  | Carlin               | 12   | 0        | 0    | 0        | 1    | 228   | 10º  |
| 2022     | ELMS - LMP2 PRO\AM           | Algarve Pro Racing   | 6    | 0        | 0    | 0        | 3    | 44    | 6º   |
| 2022     | Euroformula Open             | Drivex               | 3    | 0        | 0    | 0        | 0    | 23    | 13º  |
| 2023     | GT World Challenge Europe    | GetSpeed Performance | 4    | 0        | 0    | 0        | 0    | 0     | 27°  |
| 2024     | GT World Challenge Australia | Team BRM             |      |          |      |          |      | *     |      |

* Stagione in corso.

### Risultati completi Formula 3
| Stagione | Scuderia      | CAT | CAT | LEC | LEC | RBR | RBR | SIL | SIL | HUN | HUN | SPA | SPA | MNZ | MNZ | SOC | SOC |     |     | Punti | Pos. |
| -------- | ------------- | --- | --- | --- | --- | --- | --- | --- | --- | --- | --- | --- | --- | --- | --- | --- | --- | --- | --- | ----- | ---- |
| 2019     | Campos Racing | 12  | 24  | 8   | 14  | 21  | Rit | 10  | Rit | 26  | 16  | Rit | 15  | Rit | NP  |     |     | 5   | 20º |       |      |
| Stagione | Scuderia      | RBR | RBR | RBR | RBR | HUN | HUN | SIL | SIL | SIL | SIL | CAT | CAT | SPA | SPA | MNZ | MNZ | MUG | MUG | Punti | Pos  |
| 2020     | Campos Racing | 3   | Rit | 11  | 11  | 7   | 10  | 6   | 3   | 14  | 24  | 8   | 2   | 14  | 21  | 16  | 5   | 20  | 13  | 64    | 10º  |
| Legenda  |               |     |     |     |     |     |     |     |     |     |     |     |     |     |     |     |     |     |     |       |      |

### Risultati Indy Lights
| Anno | Team   | 1     | 2     | 3     | 4     | 5     | 6     | 7     | 8      | 9      | 10    | 11    | 12    | 13  | 14  | 15  | 16  | 17  | 18  | 19  | 20  | Punti | Pos. |
| ---- | ------ | ----- | ----- | ----- | ----- | ----- | ----- | ----- | ------ | ------ | ----- | ----- | ----- | --- | --- | --- | --- | --- | --- | --- | --- | ----- | ---- |
| 2021 | Carlin | ALA 5 | ALA 6 | STP 5 | STP 8 | IMS 5 | IMS 3 | DET 4 | DET 13 | ROA 13 | ROA 4 | MOH 9 | MOH 9 | TOR | TOR | GMP | GMP | POR | POR | LAG | LAG | 179   | 10°  |

### Risultati nel ELMS
| Anno    | Squadra            | Classe      | Vettura  | PAU | IMO | MON | BAR | SPA | POR | Punti | Pos. |
| ------- | ------------------ | ----------- | -------- | --- | --- | --- | --- | --- | --- | ----- | ---- |
| 2022    | Algarve Pro Racing | LMP2 PRO\AM | Oreca 07 | 7   | 6   | 3   | 3   | 3   | Rit | 44    | 6°   |
| Legenda |                    |             |          |     |     |     |     |     |     |       |      |